# هنري جيمس سينيور
هنري جيمس سينيور (بالإنجليزية: Henry James, Sr.)‏ هو فيلسوف أمريكي، ولد في 3 يونيو 1811 في ألباني في الولايات المتحدة، وتوفي في 18 ديسمبر 1882 في بوسطن في الولايات المتحدة.

## وصلات خارجية
- هنري جيمس سينيور على موقع الموسوعة البريطانية (الإنجليزية)